# Zeta Arietis
Zeta Arietis (ζ Ari / 58 Arietis / HD 20150 / HR 972) es una estrella en la constelación de Aries, el carnero, de magnitud aparente +4,88.
No tiene nombre propio habitual pero, junto a Botein (δ Arietis), en China la denominaban Tsin Yin.
Zeta Arietis es una estrella blanca de la secuencia principal de tipo espectral A1V.
Tiene una temperatura efectiva de 9578 K y brilla con una luminosidad bolométrica 77 veces mayor que la del Sol.
Sus características son semejantes a las de la componente principal del sistema Cástor (α Geminorum) o a las de Merak (β Ursae Majoris), pero se halla 3,3 veces más alejada que esta última; de acuerdo a la nueva reducción de los datos de paralaje del satélite Hipparcos, Zeta Arietis se encuentra a 262 años luz del sistema solar.
El diámetro angular de Zeta Arietis —estimado a partir de su flujo bolométrico— es de 0,315 milisegundos de arco, lo que conlleva un diámetro 2,7 veces más grande que el diámetro solar.
Su velocidad de rotación proyectada es de 133 km/s.
Tiene una masa 2,6 veces mayor que la masa solar y ha consumido el 79 % de su vida como estrella de la secuencia principal.